# Euonthophagus conterminus
Euonthophagus conterminus là một loài bọ cánh cứng trong họ Bọ hung (Scarabaeidae).